# Linda Leith
 (octobre 2022).
Linda Leith est une écrivaine et éditrice canadienne de langue anglaise basée à Montréal, née en 1949.

## Biographie
Leith est née en décembre 1949 à Belfast, en Irlande du Nord. Elle grandit à Montréal, au Canada, où elle déménage avec sa famille en 1963. Elle étudie à Paris et à Londres et passe ensuite deux ans à Budapest, en Hongrie. Elle a enseigné au Département d'anglais au Collège John Abbott à Sainte-Anne-de-Bellevue, au Québec.
Leith passe quatorze ans en tant que présidente et directrice artistique de Metropolis Bleu,, le premier festival littéraire multiculturel  au monde. Pour sa réalisation, elle reçoit le Quebec Writers' Federation Community Award en 2003 et le premier Prix d'excellence – Promotion de la dualité linguistique du Commissariat aux langues officielles en 2009. Elle reçoit la Médaille du jubilé de diamant d'Élisabeth II pour sa « contribution au Canada » en 2012. Leith quitte Metropolis Bleu en 2010. L'année suivante, elle fonde une maison d'édition, Linda Leith Publishing ainsi que le magazine en ligne Salon .ll.
Leith est l'auteur du livre Writing in the Time of Nationalism, que Le Globe and Mail a qualifié de « très beau livre » et du mémoire Marrying Hungary, ainsi qu'une étude du roman Deux Solitudes de Hugh MacLennan. Elle a également publié trois romans: Birds of Passage, The Tragedy Queen, et The Desert Lake.
La maison d'édition qu'elle a fondée publie de nombreux auteurs canadiens de renom tels que Fanie Demeule, Toula Drimonis, David Homel, Pascale Navarro, Martine Delvaux, Stéphane Martelly, Louise Dupré, et Stanley Péan.